# Pujols de Tama
Els pujols de Tama (多摩丘陵, Tama kyūryō) és una regió de pujols o turons localitzats entre el sud-oest de Tòquio i el nord-est de la prefectura de Kanagawa, a la plana de Kantō, a l'illa de Honshū.
La seua àrea total és d'aproximadament 300 km². El riu Tama és la seua frontera natural al nord-est. Els pujols limiten amb l'altiplà de Sagamino. Els pujols ocupen part dels municipis de Hachiōji, Hino, Tama, Inagi i Machida, tots ells a Tòquio, així com les ciutats de Kawasaki i Yokohama, a Kanagawa.
La zona té restes d'assentaments de caçadors-recol·lectors del període Jōmon. La zona comença a urbanitzar-se ràpidament des de la dècada del 1950, quan es començaren a construir habitatges de protecció oficial per a la creixent immigració rural que volia treballar a Tòquio i Yokohama. Actualment, els pujols són una barreja entre zones edificades de caràcter residencial, xicotetes zones boscoses i algunes antigues granges d'abans de la urbanització. Tot i això, encara queden zones de bosc profund d'una grandària considerable. Alguns dels barris residencials més coneguts de la zona són el Tama New Town i el Kōhoku New Town.
A la zona es troba el parc zoològic de Tama o zoo de Tama, un dels zoològics més importants del Japó. També és l'escenari principal de la pel·lícula d'animació d'Studio Ghibli Pompoko.